# 何厚华
何厚华（1965年9月14日—2024年3月15日），台湾桃园人，著名作词人、音乐人、作家。曾任新力唱片国内事业处总监。代表作包括：方季惟《怨苍天变了心》、黃仲崑《有多少爱可以重来》、邝美云《容易受伤的女人》等。从业期间，策划了一百多张流行音乐专辑，歌词作品超四百首。入围过金曲奖最佳作词、中歌榜最佳港台作词人、音乐之声最佳内地作词奖。

## 生平
毕业于中原大学数学系纯数组。
1989年，在蓝与白唱片公司任音乐企划、平面宣传兼音乐杂志主编、企宣部副理。1991年，在飞碟唱片任企划部经理。1993年至1995年，分别在金点唱片和EMI 唱片公司担任企划部经理和音乐企划。1996年至1998年，在协和集团担任协理。 1999年至2000年，在新力唱片任国内事业处总监。2008年，在东方华采担任副总。
2014至2023年，在中原大学通识中心担任助理教授。
2017至2023年，在国立师范大学担任助理教授。
2004年，何厚华被确诊鼻咽癌第三期。
2024年3月15日，何厚华因肝癌、腎癌引起肝昏迷去世，享年59岁。亲友陈义豪代笔讣告。

## 歌曲作品
| 年份 | 作品名           | 演唱者                   | 备注                     |
| ---- | ---------------- | ------------------------ | ------------------------ |
| 1994 | 有多少爱可以重来 | 黃仲崑                   |                          |
| 1993 | 容易受伤的女人   | 邝美云                   |                          |
| 1991 | 怨苍天变了心     | 方季惟                   |                          |
| 1994 | 爱火             | 孙耀威                   |                          |
| 1999 | 再见一面         | 李玟                     |                          |
| 1995 | 有缘千里         | 孙耀威、酒井法子         |                          |
| 1990 | 听说你离开他     | 周子寒、方季惟、潘美辰等 | 电视剧《浴血凤凰》片头曲 |
| 1995 | 错在多情         | 梁朝伟                   |                          |

## 书籍作品
- 《记得幸福路一段》
- 《希望今天遇见你》
- 《现在就是人生》
- 《我沒有不快樂，只是很孤單》
- 《不流淚，那就下雨吧！》